# Lacinipolia megarena
Lacinipolia megarena är en fjärilsart som beskrevs av Smith 1901. Lacinipolia megarena ingår i släktet Lacinipolia och familjen nattflyn. Inga underarter finns listade i Catalogue of Life.